# Pniëlkerk (Amsterdam)
De Pniëlkerk, bijgenaamd het Theelichtje, in de Amsterdamse wijk Bos en Lommer is oorspronkelijk een gereformeerde kerk.  Het witte kerkgebouw is ontworpen door de architect Berend Tobia Boeyinga. Het gebouw dient nu als theater Podium Mozaïek.
De Pniëlkerkgemeente kwam van 2002 tot 2017 samen in de nabijgelegen Augustanakerk.
In 2002 is het gebouw verkocht aan de Woningcorporatie Het Oosten, sinds 2008 Stadgenoot.
Sinds najaar 2005 zijn het theater Podium Mozaïek en een huisartsenpraktijk in het gebouw gevestigd. Hieraan voorafgaand is het van binnen drastisch verbouwd, door architect Jan Frederik Groos. De buitenkant is hierbij intact gelaten en waar nodig hersteld.
In 2009 is het pand door het Stadsdeel Bos en Lommer op de gemeentelijke monumentenlijst gezet.